# Locmaria-Berrien
Pour les articles homonymes, voir Locmaria (homonymie).
Locmaria-Berrien [lɔkmaʁja bɛʁjɛ̃] est une ancienne commune du département du Finistère, dans la région Bretagne, en France, intégrée depuis le 1er janvier 2019 à la commune de Poullaouen. Elle était membre de la communauté de communes Monts d'Arrée Communauté.

## Géographie

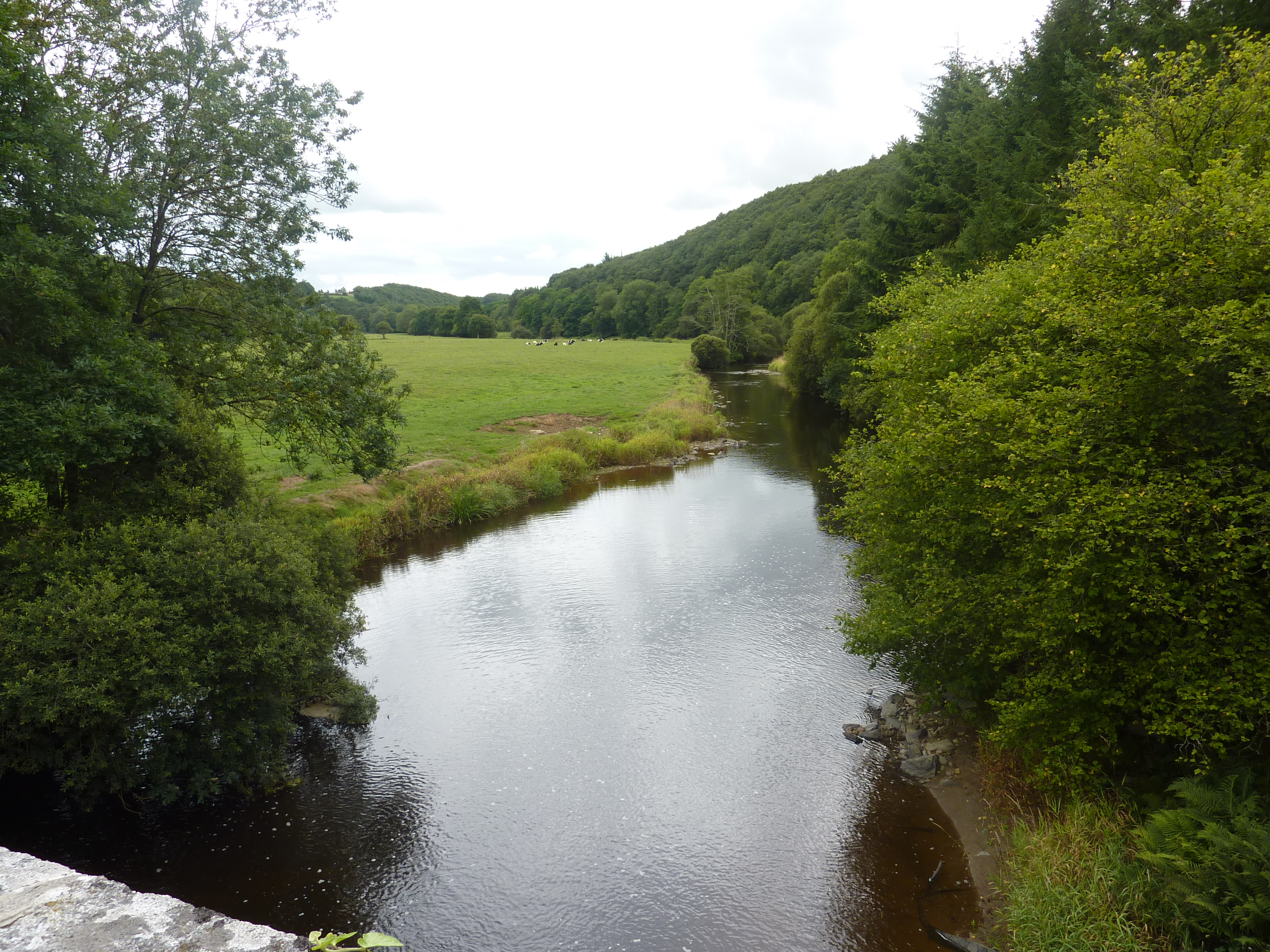
L'Aulne et sa vallée en aval de la gare de Locmaria-Berrien.

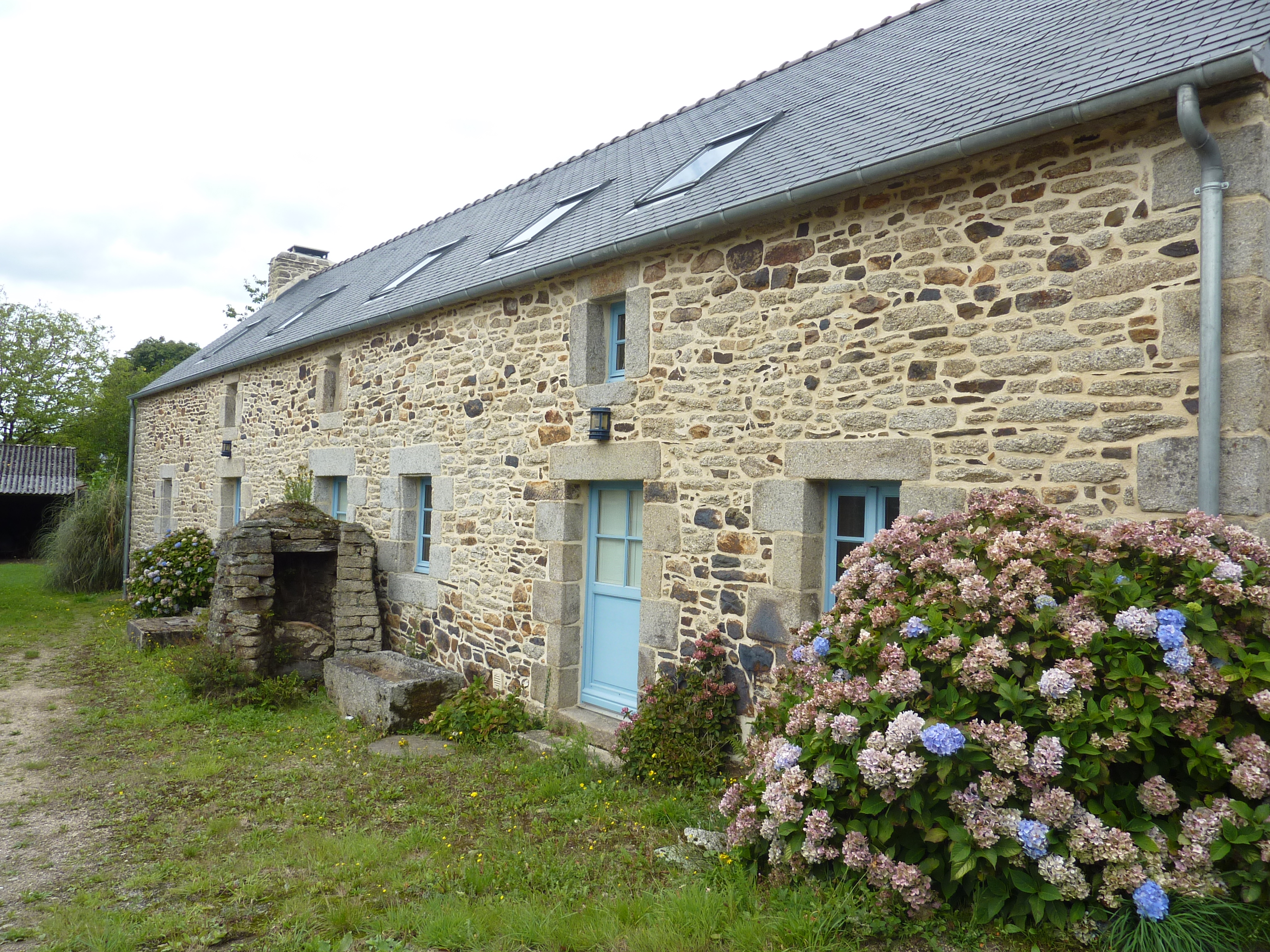
Longère avec son puits et son auge dans le bourg.

Faisant partie du parc naturel régional d'Armorique, la commune est située à 27 km au sud-est de Morlaix et à 6 km au nord-ouest de Carhaix et est limitrophe de Berrien, Poullaouen, Huelgoat, Plouyé et Scrignac. Elle est drainée par l'Aulne et son affluent la rivière d'Argent.
Le bourg est à 131 mètres d'altitude mais la commune connaît des dénivelés assez importants en raison de la proximité des monts d'Arrée situés un peu plus au nord : alors que le point le plus haut est à 210 mètres d'altitude, le point le plus bas situé à l'endroit où l'Aulne quitte le finage communal est à 74 mètres d'altitude seulement.
La commune est très verdoyante : 800 ha de bois et de landes pour une superficie totale de 1 720 hectares. Deux massifs forestiers importants se trouvent en partie sur le territoire communal : la forêt domaniale de Saint-Ambroise (bois du Hélas et bois du Meinguen) au nord-ouest et celle de Huelgoat (bois de Botvarec) au sud.
La ligne de chemin de fer, malgré la brièveté de son exploitation, a provoqué la création d'un hameau autour de la gare qui fut prospère (plusieurs commerces existaient) jusqu'à la fermeture de la voie ferrée.

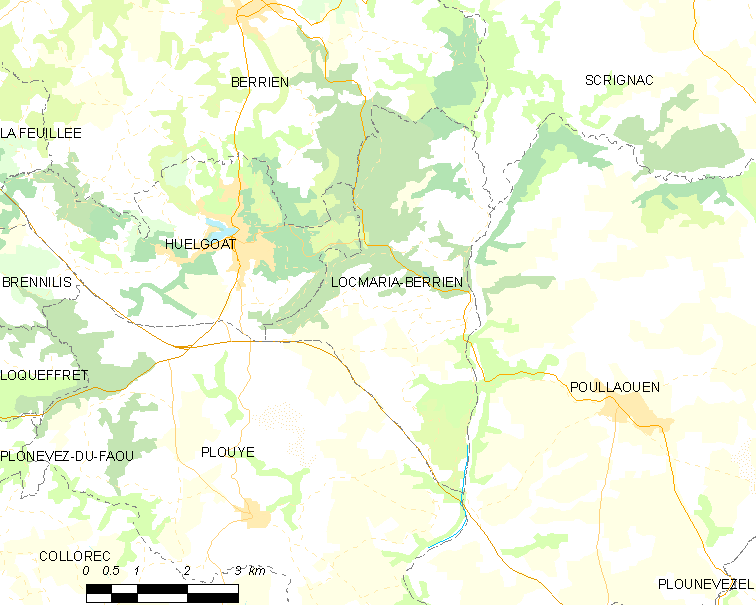
Carte de la commune de Locmaria-Berrien.

## Toponymie
Le nom de la localité est mentionné sous la forme Tref de Locmaria en 1543.
Du breton lok qui signifie lieu saint et de Maria, « lieu dédié à Marie ».
Le suffixe Berrien, du nom de l'ancienne paroisse-mère, a été ajouté en 1955 pour différencier la commune des nombreux autres Locmaria bretons.
La présence près du bourg d'un lieu-dit Liors-an-Drindet (le courtil de la Trinité) s'explique par le fait que l'église paroissiale, placée sous le vocable de Notre-Dame-de-Bonne-Nouvelle l'a été secondairement sous le vocable de la Trinité.

## Histoire
Le 1er janvier 2019, Locmaria-Berrien est absorbée par Poullaouen à la suite d'un arrêté préfectoral du 1er décembre 2018.

### Le passé lointain
Deux stèles de l'âge du fer dans la forêt de Botvarec témoignent d'une implantation ancienne de l'homme.
L'ancienne voie romaine entre Carhaix (Vorgium) et Morlaix] passait par Locmaria. Ce fut ensuite le tracé de la route royale qui lui succéda : le Pont ar Goret fut construit au XVIIIe siècle pour lui faire franchir l'Aulne.
La motte féodale de Castel ar Valy, forteresse dominant le chemin de Carhaix à Morlaix, bâtie au début du XIe siècle, fut le domaine du baron Keraliou de Loscoat. Au XIIe siècle, le seigneur de la Haie-Douar construit une chapelle consacrée à la Vierge Marie. C'est de là que provient le nom de la paroisse, puis de la commune. Les seigneurs des manoirs de la Haye et de Kerambellec ainsi que de la métairie noble de la Haie-Douar étaient les gros propriétaires terriens.
La Haie-Douar présente une tour d'escalier en saillie sur le mur gouttereau (mur porteur) de sa façade.
Yves de Coatanscour, devenu en 1598 propriétaire du manoir de la Haie-Douar, obtient en 1630 la création de la trève de Locmaria au sein de la paroisse de Berrien. Locmaria est devenue une paroisse le 10 avril 1802.

### La mine de plomb argentifère
Exploitée vraisemblablement du temps des Celtes au Ier siècle av. J.-C., puis par les Romains, la mine de plomb argentifère de Locmaria, ainsi que celle de Poullaouen, fut exploitée surtout à partir du XVIe siècle et principalement aux XVIIe (Louis XIII en confie l'exploitation à Jean Du Châtelet, qui employa de la main-d'œuvre allemande) et XVIIIe siècles par la Compagnie des mines de Basse Bretagne créée en 1732, le personnel d'encadrement étant anglais et allemand, la main-d'œuvre non qualifiée étant locale. Fin 1770, 1 300 personnes travaillaient sur le site, plus 400 à l'extérieur pour l'obtention du charbon de bois, le transport du minerai, etc.. C'était la plus grande mine du royaume pour ce type de minerai.

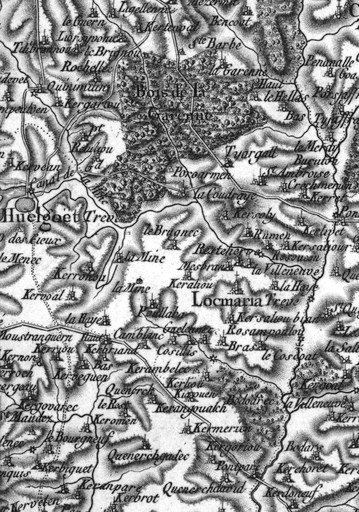
Carte de Cassini : les environs de Locmaria-Berrien.

Dans les monts d'Arrée, les mines de Huelgoat, Poullaouen et Locmaria déjà exploitées par un ingénieur et des ouvriers allemands au XVIIIe siècle, font une nouvelle fois appel aux maîtres mineurs et ingénieurs allemands, tandis que des étudiants de l'École des mines de Paris viennent y effectuer leur stage. Dans les années 1860, James Ladame, ingénieur suisse, devient sous-directeur de la mine de Locmaria-Berrien, qui ferme définitivement en 1868.

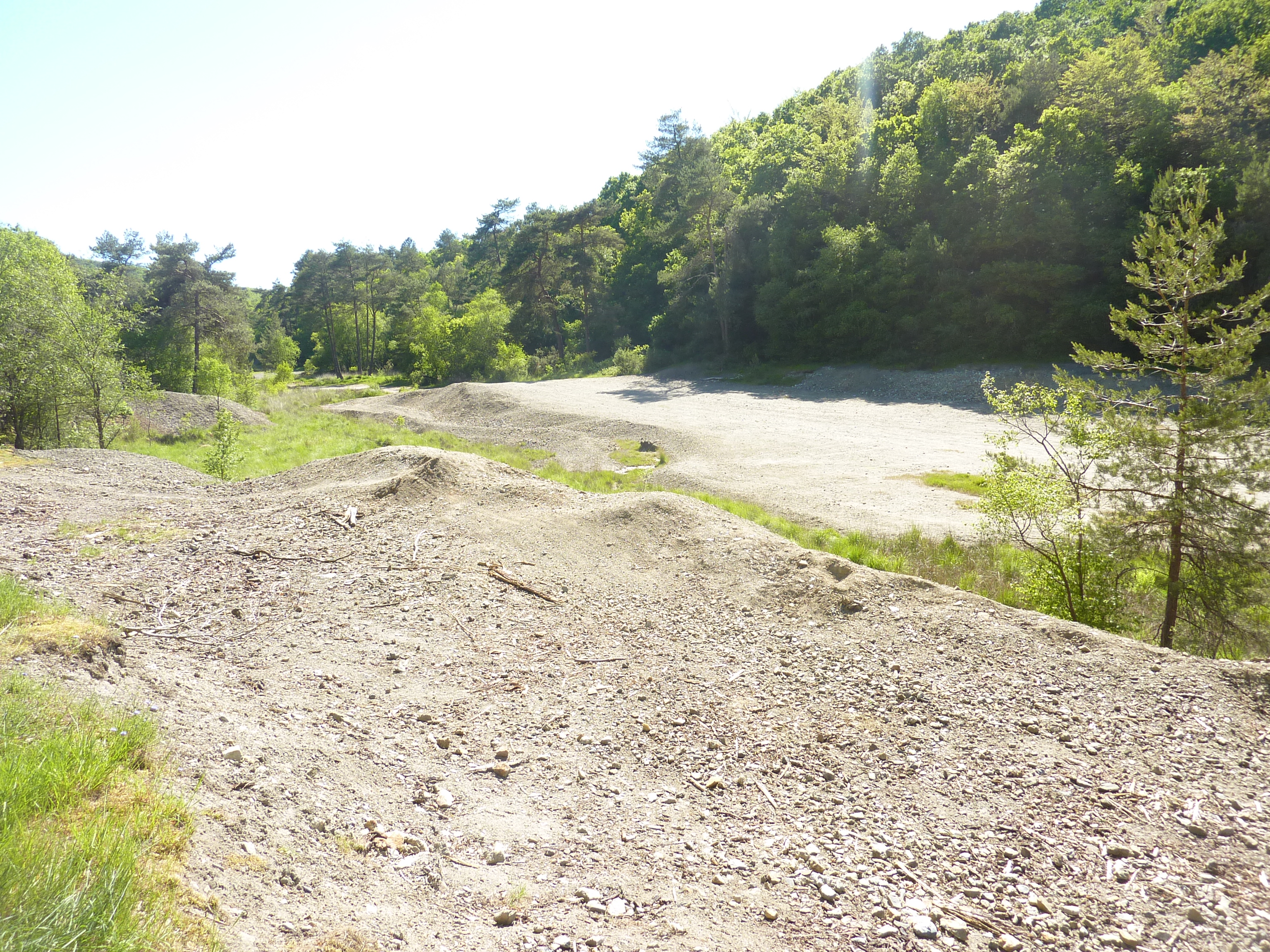
Le terril de l'ancienne mine d'argent et de plomb.

Près de vingt puits, dont certains profonds de 200 à 300 m et des kilomètres de galerie furent creusés. Des machines hydrauliques, dont les roues avaient 12 m de diamètre, servaient à actionner les pompes assurant l’exhaure des eaux d’infiltration souterraines de ces puits. La remontée du minerai en surface se faisait à flanc de coteau ou à l’aide d’une machine à molette actionnée par des chevaux.
Les tentatives fugitives de réexploitation au XXe siècle furent des échecs, l'arrêt définitif survenant en 1934.
Depuis juin 2014, l'Espace muséal minier Albert Le Guern a ouvert ses portes dans le bourg de Locmaria-Berrien, racontant l'histoire de ce lieu quelque peu oublié. Il est ouvert pendant l'été et sur RV pour les groupes tout au long de l'année.
Cette activité minière a laissé des traces visibles dans le paysage, mais aussi dans les sols, avec une teneur en métaux lourds élevée significative d'une pollution notable encore perceptible. Les Mines de Locmaria-Berrien sont désormais protégées dans le cadre de la directive Natura 2000 par un arrêté préfectoral de protection de biotope en date du 9 avril 1999 car elles abritent diverses espèces naturelles protégées de chauves-souris comme le grand rhinolophe, le grand murin, le vespertilion à moustaches, le vespertilion de Daubenton, le vespertilion de Bechstein, la barbastelle, l'oreillard roux et la pipistrelle commune.

### LeXIXesiècle
A. Marteville et P. Varin, continuateurs d'Ogée, décrivent ainsi Locmaria-Berrien en 1843 :

« Locmaria (sous l'invocation de la Vierge) : commune formée de l'ancienne trève de Berrien ; aujourd'hui l'une des succursales du canton de Huelgoat. (...) Principaux villages : Hélas, Querret, Kerjoly, la Ville-Neuve, Kerliou, Kerambélec, Kersaliou, le Coscoat. Maison principale : la Haye. Superficie totale : 1 710 hectares, dont (...)terres labourables 559 ha, prés et pâturages 171 ha, bois 464 ha, vergers et jardins 21 ha, landes et incultes 429 ha (...). Moulins : 3 (du Bois, Archant, à eau). L'extraction du minerai employé dans la belle usine du Huelgoat est faite presque toute en Locmaria ; on y compte pas moins de quarante puisards. Il y a, outre l'église, la chapelle Saint-Ambroise, située au nord du bourg. La première a un pardon peu fréquenté, et qui dure deux jours : le pardon de Saint-Ambroise ne dure qu'un jour. Presque tous les habitants de cette commune sont employés aux travaux de la mine de Huelgoat ; cependant les terres sont bien cultivées et d'un bon rapport. Le bois de charpente est abondant, mais dans les forêts de Maniguen, de Botvarec, de Boudoudein, de Laz, qui en grande partie appartiennent aux concessionnaires de la mine. Botvarec surtout est une belle futaie de 144 hectares. Les routes royales n° 164, dite d'Angers à Brest et n° 160, dite de Lorient à Roscoff, traversent cette commune. (...) Géologie : terrain schisto-argileux au nord ; roches feldspathiques fréquentes ; quelques points de granite amphibolique ; fossiles à Tyargall. On parle le breton. »

À Locmaria-Berrien, « les hommes négligent le devoir de la religion », écrit le recteur de Châteaulin en 1852.
Un soir de décembre 1859 une cinquantaine de jeunes gens de Locmaria-Berrien donnèrent charivari à un cultivateur de la commune, un veuf de 58 ans, peu avant son remariage avec Jeanne Le Dall, une tailleuse d'habits de 49 ans, pour sanctionner leur concubinage notoire. Les jeunes gens montèrent sur le toit de leur maison, jetèrent de grosses pierres par la cheminée, plongèrent la femme dans la mare et livrèrent l'homme à la risée du public. Les malheureux portèrent plainte pour violences et violation de domicile ; mal leur en prit car le village entier, maire et curé en tête, soutinrent les agresseurs, le couple étant chargé d'opprobre.
En 1879, Locmaria-Berrien est l'une des six communes du Finistère à n'avoir encore aucune école.
Une voie ferrée du Réseau breton construite entre Morlaix et Carhaix, ouverte en 1891, permit à Locmaria-Berrien d'avoir une gare, qui desservait aussi Huelgoat, distante de six kilomètres. Le président de la République Félix Faure y fit une brève halte en 1896. La fermeture de la ligne survint dès le milieu du XXe siècle, mais la gare trouva temporairement une deuxième vie à partir de 1971 car elle devint le siège de « Cheval Bretagne » qui fit rouler une cinquantaine de roulottes hippomobiles sur neuf itinéraires de la région pendant quelques années. Cette activité a cessé avant d'être reprise par un particulier, mais à une échelle beaucoup plus modeste.
Le téléphone parvient à Locmaria-Berrien en 1909.

### LeXXesiècle

#### La Belle Époque
En réponse à une enquête épiscopale organisée en 1902 par François-Virgile Dubillard, évêque de Quimper et de Léon en raison de la politique alors menée par le gouvernement d'Émile Combes contre l'utilisation du breton par les membres du clergé, le recteur de Locmaria-Berrien écrit que les habitants ne savent « pas ou presque pas le français ».

#### La Première Guerre mondiale
Trente soldats de Locmaria-Berrien sont morts pour la France pendant la Première Guerre mondiale, soit 3,3 % de la population de 1911 (900 habitants) et 3,7 % de celle de 1891 (812 habitants).

#### La Seconde Guerre mondiale
Le 26 mars 1944, M. Coant est mortellement blessé à Locmaria-Berrien par un coup de pistolet tiré par un militaire allemand.
Le 11 mai 1944, un groupe d'avions mitraille la route nationale 164, dont le tracé d'alors passait par Locmaria-Berrien, et incendie deux camions allemands. Le 31 mai 1944, un camion allemand est mitraillé à hauteur du passage à niveau de Kerviniou en Locmaria-Berrien, deux civils sont blessés.
Roger Péron, de Locmaria-Berrien, franc-tireur partisan de la compagnie Barbusse pendant l'été 1944 témoigne : « Durant toute la guerre, je ne me suis jamais vraiment engagé contre l'occupant... jusqu'au jour où en sortant du cinéma d'Huelgoat un groupe d'Allemands me passe à tabac sans raison. Je dois laver l'affront. Le soir même je m'engage dans les FTP. Rapidement, parachutages d'armes, maquis, attaque de convois ou de soldats isolés. Le 4 août 1944, lors d'une mission de reconnaissance, je tombe nez à nez avec l'ennemi. Juste le temps de me réfugier dans une maison. Avec [ma] mitraillette j'abats le premier poursuivant, blesse le second et ce n'est qu'après avoir perdu leur officier, tué, qu'ils battent en retraite ».

### LeXXIesiècle
En janvier 2018, le maire de Locmaria-Berrien annonce vouloir se rapprocher de Poullaouen. La fusion est actée par les conseils municipaux des deux communes en septembre, malgré l'opposition d'une partie de la population, qui se manifeste à l'occasion de différentes manifestations. La fusion a cependant lieu le 1er janvier 2019. À la suite d'un recours déposé par les opposants, le tribunal administratif de Rennes annule le 5 novembre 2020 la fusion pour vice de forme (défaut de consultation des instances représentatives du personnel des deux communes). Le préfet prend dès le 11 décembre 2020 un nouvel arrêté de fusion, que les opposants échouent cette fois à faire annuler par le tribunal administratif.

## Politique et administration

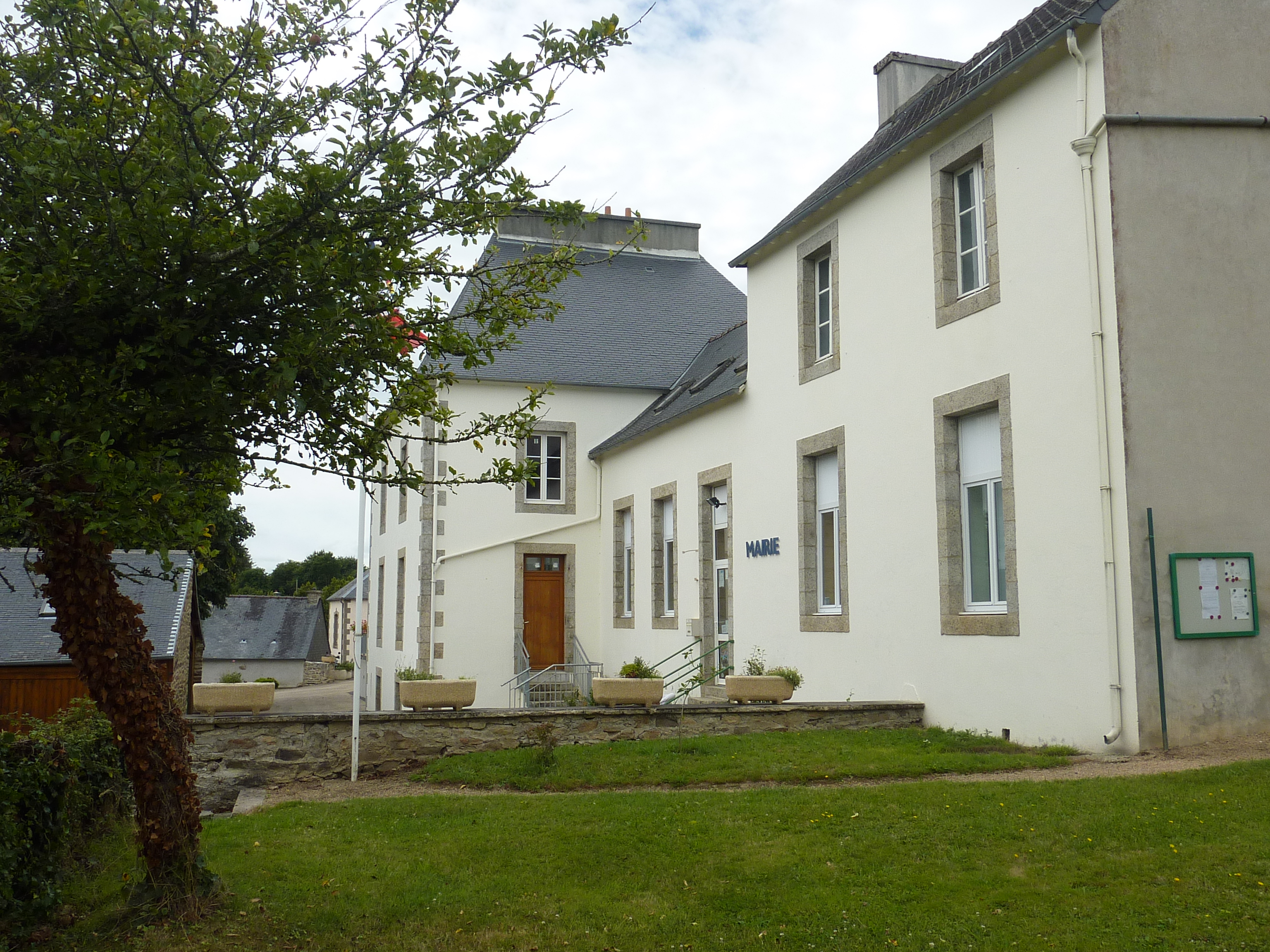
La mairie et l'école.

| Période                                  | Période          | Identité                                    | Étiquette   | Qualité                                                                                  |
| ---------------------------------------- | ---------------- | ------------------------------------------- | ----------- | ---------------------------------------------------------------------------------------- |
|                                          | 1786             | Mathias Alexandre Guillart de Kerseausic    |             |                                                                                          |
| 1786                                     | An II (1792)     | Joachim René Mathias Guillart de Kerseausic |             | fils du précédent maire                                                                  |
| An II (1792)                             | An IV (1796)     | Raoulin                                     |             |                                                                                          |
| An IV (1796)                             | An VIII (1800)   | Hervé Louis Le Sergeant                     |             |                                                                                          |
| An VIII (1800)                           | 1814             | Joachim René Mathias Guillart de Kerseausic |             | Déjà maire entre 1786 et 1792                                                            |
| 1814                                     | 1815             | Jean Marie Blavon Duchesne                  |             | Inspecteur des Mines d’Huelgoat                                                          |
| 1815                                     | 1827             | Joachim René Mathias Guillart de Kerseausic |             | Déjà maire entre 1786 et 1792, puis entre 1800 et 1814                                   |
| 1833                                     | 1848             | François Fleury                             |             | Commissionnaire des Mines de Poullaouen, garde-magasinier                                |
| 1848                                     | 1883             | Jean Louis Collober                         |             | Maître-mineur                                                                            |
| 1883                                     | 1892             | Jean Marie Guenver                          |             | Cultivateur                                                                              |
| 1892                                     | 1918             | Émile Collober                              | Républicain | Menuisier, conseiller d'arrondissement du canton d'Huelgoat, fils de Jean Louis Collober |
| 1919                                     | 1945             | François Labigou                            |             | Cultivateur, arrière-petit-fils de François Fleury                                       |
| 1945                                     | 1947             | François Guéguen                            |             | Commerçant, mineur                                                                       |
| 1947                                     | 1959             | Charles Monot                               |             | Cultivateur                                                                              |
| 1959                                     | mars 1965        | Albert Lijour                               |             | Agriculteur                                                                              |
| mars 1965                                | mars 1977        | Michel Floch                                | SE          | Agriculteur                                                                              |
| mars 1977                                | mars 1983        | Pierre Lebailly                             | SE          | Retraité                                                                                 |
| mars 1983                                | mars 1989        | Théophile Blaize                            | SE          | Retraité                                                                                 |
| mars 1989                                | mars 2012        | Albert Le Guern                             | SE          | Retraité, neveu de Charles Monot                                                         |
| avril 2012                               | 31 décembre 2018 | Alain Le Cam                                | SE          | Exploitant agricole                                                                      |
| Les données manquantes sont à compléter. |                  |                                             |             |                                                                                          |

## Démographie
L'évolution du nombre d'habitants est connue à travers les recensements de la population effectués dans la commune depuis 1793. Pour les communes de moins de 10 000 habitants, une enquête de recensement portant sur toute la population est réalisée tous les cinq ans, les populations de référence des années intermédiaires étant quant à elles estimées par interpolation ou extrapolation. Pour la commune, le premier recensement exhaustif entrant dans le cadre du nouveau dispositif a été réalisé en 2008.

En 2016, la commune comptait 239 habitants, en évolution de +4,37 % par rapport à 2010 (Finistère : +2,16 %, France hors Mayotte : +2,11 %).
| 1793  | 1800 | 1806 | 1821 | 1831 | 1836  | 1841 | 1846  | 1851  |
| ----- | ---- | ---- | ---- | ---- | ----- | ---- | ----- | ----- |
| 1 385 | 939  | 883  | 811  | 992  | 1 008 | 996  | 1 005 | 1 120 |

| 1856  | 1861  | 1866 | 1872 | 1876 | 1881 | 1886 | 1891 | 1896 |
| ----- | ----- | ---- | ---- | ---- | ---- | ---- | ---- | ---- |
| 1 105 | 1 124 | 914  | 812  | 783  | 805  | 804  | 812  | 828  |

| 1901 | 1906 | 1911 | 1921 | 1926 | 1931 | 1936 | 1946 | 1954 |
| ---- | ---- | ---- | ---- | ---- | ---- | ---- | ---- | ---- |
| 871  | 891  | 900  | 910  | 897  | 877  | 826  | 802  | 667  |

| 1962 | 1968 | 1975 | 1982 | 1990 | 1999 | 2006 | 2008 | 2013 |
| ---- | ---- | ---- | ---- | ---- | ---- | ---- | ---- | ---- |
| 533  | 454  | 325  | 295  | 272  | 285  | 244  | 232  | 247  |

| 2016 | - | - | - | - | - | - | - | - |
| ---- | - | - | - | - | - | - | - | - |
| 239  | - | - | - | - | - | - | - | - |

Commentaire : le déclin de la population de Locmaria-Berrien est spectaculaire : la commune a perdu 1 100 habitants entre 1793 et 2010, soit - 83,5 % en 217 ans. Et le déclin continue : entre 1999 et 2008, la population a baissé de 18,6 % en neuf ans, ce qui est la baisse la plus forte de toute la région Bretagne après l'Île-Molène.
Le maximum démographique de Locmaria-Berrien a été atteint dès 1793, et probablement bien avant, mais les statistiques manquent pour les périodes précédentes (pas de recensements), ce qui est très rare en France et s'explique par l'activité minière florissante aux XVIIe et XVIIIe siècles. La fermeture des mines expliquant a contrario le déclin démographique ultérieur, la population oscillant dans le courant du XIXe siècle au gré de l'évolution de l'activité minière, celle-ci cessant définitivement en 1868. Si la baisse est modérée de 1861 à 1946 (322 personnes en 85 ans, soit un rythme annuel moyen de moins quatre personnes par an environ), elle s'est accélérée depuis la Seconde Guerre mondiale (588 personnes en 62 ans entre 1946 et 2008, soit un rythme annuel moyen de moins dix personnes par an).
Le déclin démographique est dû à la fois à un accroissement naturel négatif depuis plusieurs d'années et qui continue : le solde naturel a été par exemple de -1,0 % l'an entre 1999 et 2007, la commune comptabilisant entre 1999 et 2008 21 naissances seulement, aucune en 2007 et 2008, pour 58 décès pendant la même période. Et le solde migratoire est lui aussi redevenu négatif (après avoir été momentanément positif entre 1975 et 1999) : - 1,1 % l'an entre 1999 et 2007. Le vieillissement de la population est très important : 36,8 % de 65 ans et plus en 2007 pour seulement 13 % de moins de 15 ans en 2007.
Le nombre des résidences principales décline : 118 en 2007 contre 183 en 1968, au profit des résidences secondaires dont le nombre a triplé passant de 44 en 1968 à 133 en 2007 et est désormais supérieur à celui des résidences principales. Sept nouvelles résidences principales seulement ont été construites entre 1990 et 2004.

## Économie
- Les Quatre Saisons[55], confiturerie artisanale.

## Monuments, sites et curiosités

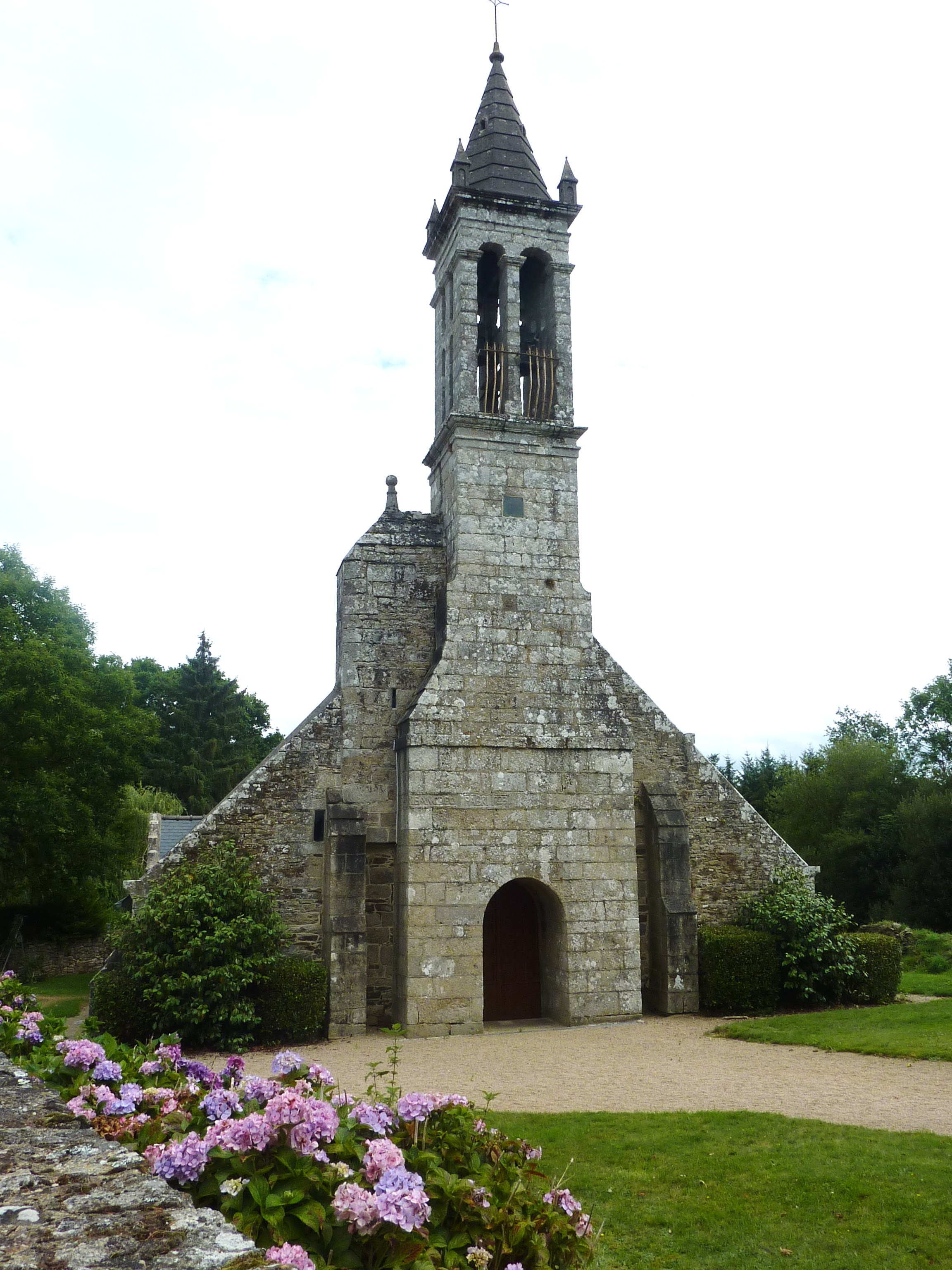
L'église paroissiale.

- L'église paroissiale Notre-Dame-de-Bonne-Nouvelle : c'est l'une des plus anciennes églises de la région. Elle fut édifiée à la fin de l'ère romane. Cette église a été remaniée plusieurs fois : d'abord en 1690 puis en 1725 où la tour du clocher est restaurée et un escalier à vis lui est accolé. Le chœur fut rebâti en 1830. Elle a été à nouveau restaurée en 1949. Le maître-autel date du XVIIIe siècle. L'église possède plusieurs statues anciennes : la sainte Trinité, la Vierge Marie, saint Étienne, sainte Claire ainsi qu'un groupe représentant sainte Anne, la Vierge à l'Enfant.

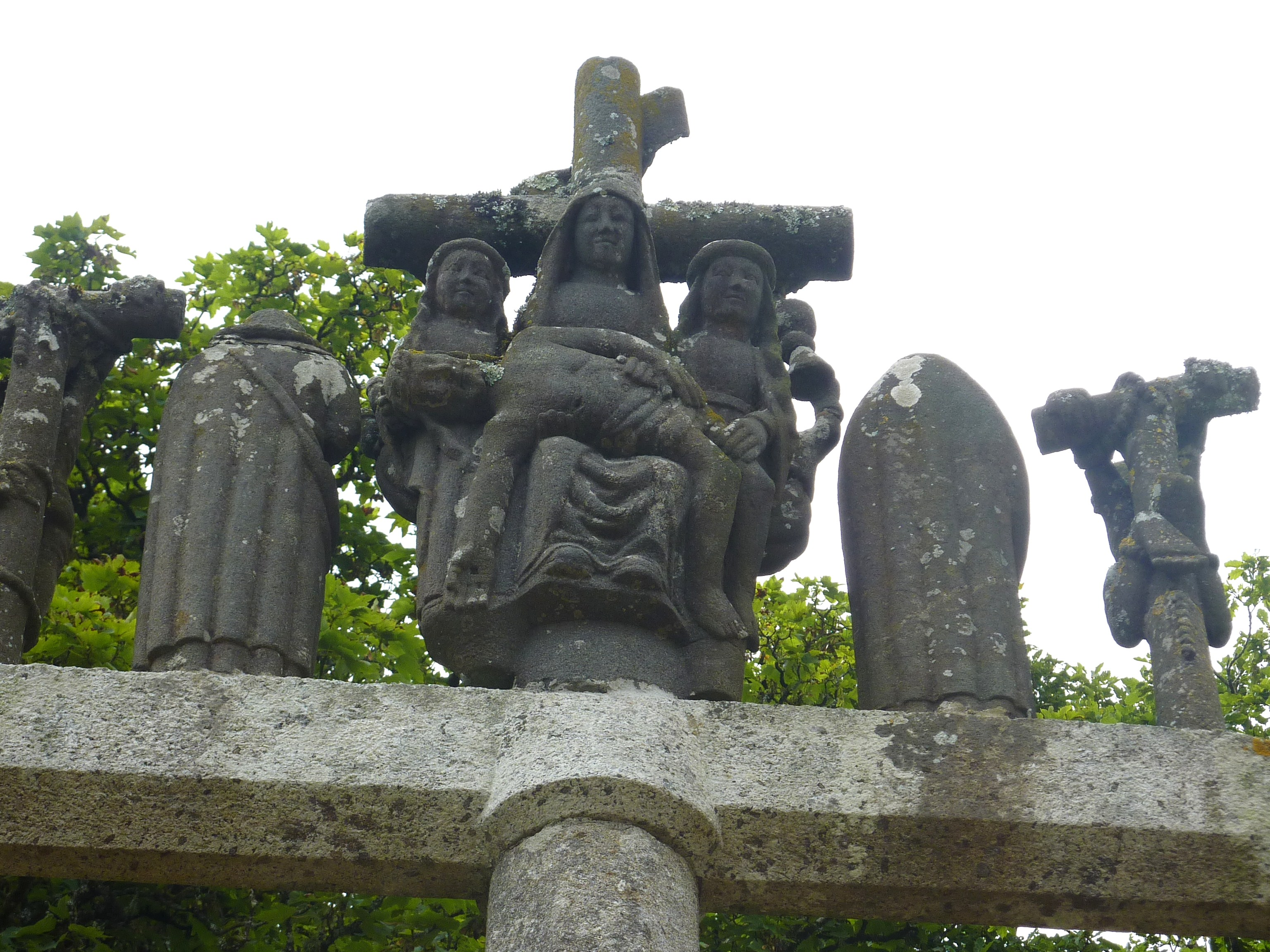
Calvaire, face nord : la Vierge de Pitié.

La porte d'entrée et les lucarnes d'un ancien couvent de femmes contigu à l'église paroissiale sont classés.
- Le calvaire[56] de l'ancien cimetière, situé au sein de l'enclos paroissial, date du XVIe siècle. Les deux groupes statuaires représentent sur une face la Vierge de Pitié (quatre personnages), sur l'autre face des statues de la Vierge et de saint Jean.

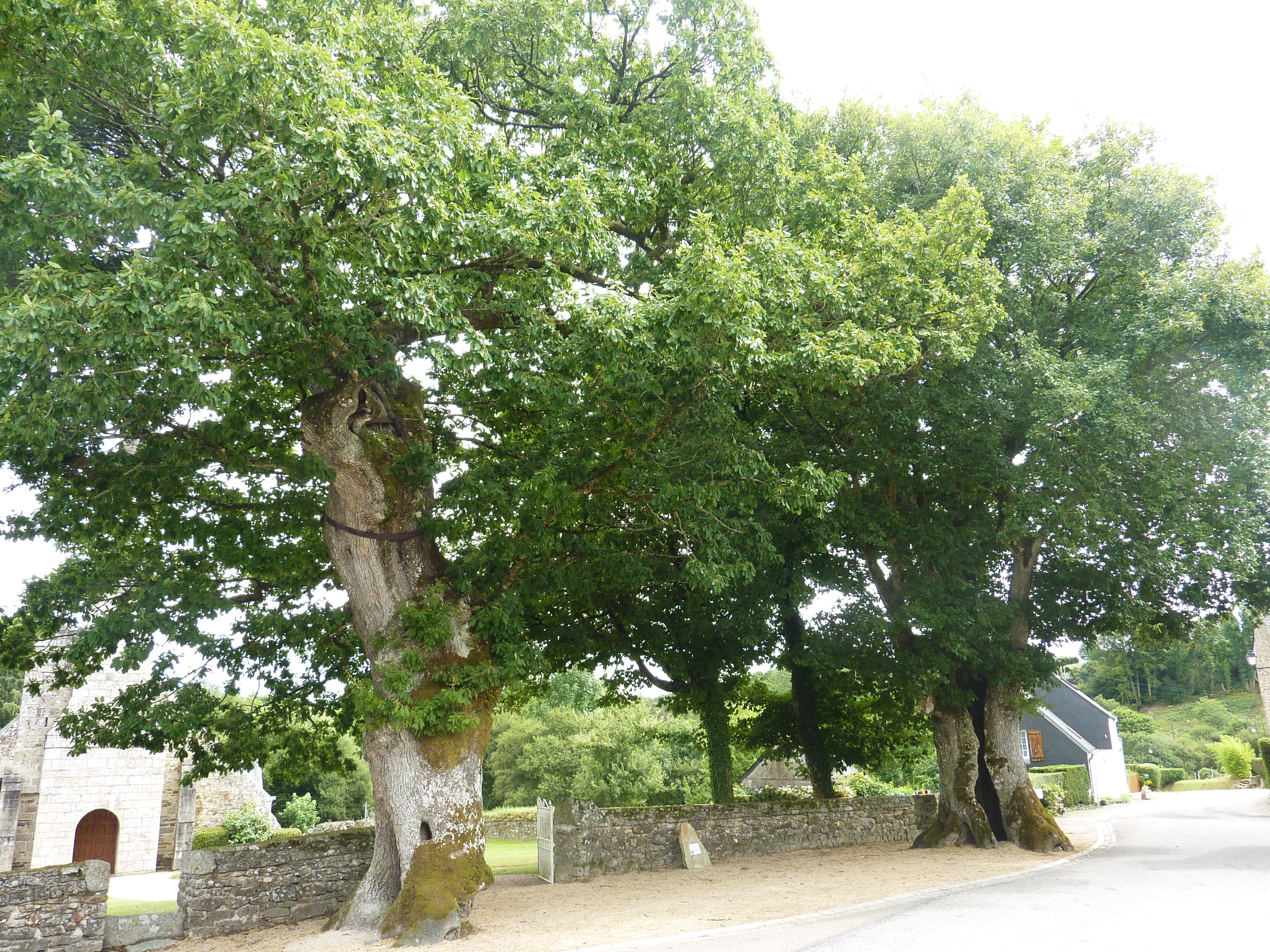
Les deux chênes pédonculés classés arbres remarquables de France.

- Locmaria-Berrien possède deux chênes pédonculés (quercus pedonculata) quatre fois centenaires, qui auraient été plantés en 1589, l'année de la mort de Catherine de Médicis et reconnus comme « arbres remarquables de France[8] » depuis 2003 (l'un à 5,80 mètres de circonférence à 1 mètre du sol en 1996). Leur survie est menacée, les deux troncs étant creux.
- La chapelle Saint-Ambroise date du XVIIe siècle et abrite plusieurs statues : saint Ambroise, saint Sylvestre, saint Michel, la Vierge-mère.
- La croix de Saint-Ambroise date du XVIe siècle et porte sur sa face ouest un Christ en croix et sur sa face est une sainte femme[57].
- Le Pont ar Goret : ce pont du XVIIIe siècle enjambe l'Aulne. Il est bâti sur le trajet de l'ancienne voie romaine reliant Carhaix (Vorgium) à Morlaix. Formé de trois arches reposant sur des piles à bec, l'ensemble est surmonté d'un parapet appareillé en grandes pierres de taille.
- Le pont de pierre a été construit en 1890 (moellons de  granite, garde-corps métalliques) pour permettre à la voie ferrée de franchir l'Aulne. Il est emprunté désormais par la « voie verte ».
- Le manoir de la Haie (ou Haye)[58], proche du hameau de Camblan, possédait une chapelle privée, la chapelle Saint-Hilaire, disparue.
- Les vestiges du manoir de Kerambellec avec des cheminées (salle et chambre) quasiment identique du XVIe siècle[59],[60].

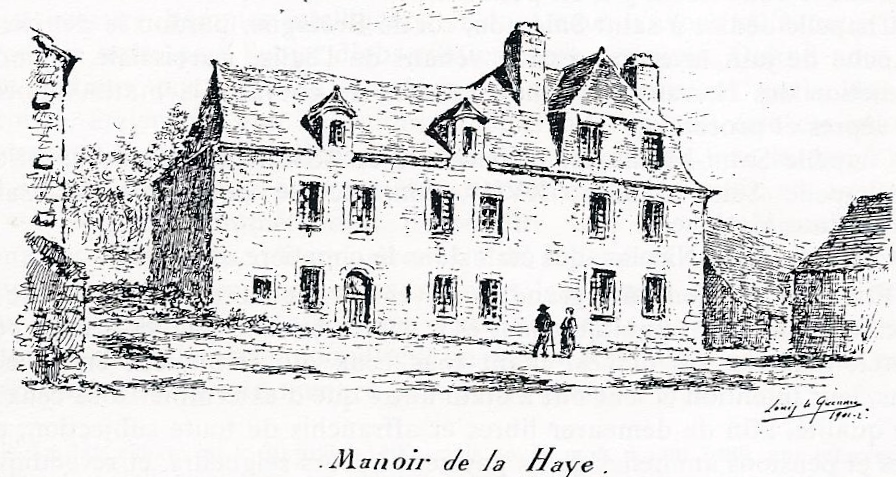
Locmaria-Berrien : le manoir de La Haye (dessin de Louis Le Guennec, 1901).

- Les galeries minières de Locmaria-Berrien abritent plusieurs espèces de chauves-souris. C’est un gîte d’hivernage pour cinq espèces de l’annexe II de la directive Faune-Flore-Habitats : le grand rhinolophe (Rhinolophus ferrumequinum), entre 60 et 80 individus) ; le grand murin (Myotis myotis) ; le murin de Bechstein (Myotis bechsteini) ; le murin à oreilles échancrées (Myotis emarginatus) et la barbastelle (Barbastella barbastellus). Sont en outre régulièrement observés dans les galeries durant l’hiver : le murin à moustaches (Myotis mystacinus) ; le murin de Natterer (Myotis nattereri) ; le murin de Daubenton (Myotis daubentoni) et l’oreillard (Plecotus sp). L’intégration des galeries minières aux sites Natura 2000 est en cours d'instruction[61].
- La commune possède de nombreux sentiers de randonnée balisés par le parc naturel régional d'Armorique.
- L'ancienne gare : le bâtiment de la gare en moellons de granit enduit et au toit de tuiles répond au schéma typique des stations des chemins de fer bretons. La gare, dénommée Huelgoat-Locmaria, fut inaugurée le 28 septembre 1891. Il répond au schéma typique des stations du Réseau breton des chemins de fer à voie étroite (métrique). Située sur la ligne allant de Morlaix à Carhaix, c'était aussi la gare desservant Huelgoat, cité distante pourtant de six kilomètres. Le président Félix Faure y fit une halte le 16 août 1896. Le bâtiment abrite aujourd'hui la base des roulottes et calèches hippomobiles du Centre-Bretagne[62]. Le tracé de l'ancienne voie ferrée a été transformé en « voie verte ».
- Trois moulins.
- L'Auberge de la truite (fermé désormais) fut longtemps un restaurant très réputé dans la région[63].

## Événements
- Chaque année, au mois de mai (week-end de la Pentecôte), se déroule une coupe de Bretagne de descente VTT sur le magnifique site de l'ancienne mine organisé par les descendeurs de la mine[64].
- Le semi-marathon Huelgoat-Carhaix[65] traverse la commune au niveau de l'ancienne gare chaque année au mois de mai.

## Personnalités liées à la commune
- Théophile-Malo de La Tour d'Auvergne-Corret (1743-1800) : militaire et "premier grenadier de la République" par Napoléon Ier, il vient se reposer dans son pays natal et en particulier au château de La Haye chez ses neveux lors de ses congés militaires. Il y séjourne à l'été 1789. Une statue fut inaugurée en son honneur le 27 juin 1841 à Carhaix. En 1904, son cœur fut apporté à Carhaix par Jules du Pontavice de Heussey qui habitait alors au château de la Haye en Locmaria-Berrien[66]. Cette relique était en possession de la famille du Pontavice de Heussey dont un ancêtre s'était marié avec la fille de madame de Kersausic, nièce de La Tour d'Auvergne[67].
- François-Charles Blacque-Belair (1781-1860) : banquier, homme politique, lieutenant de vénerie et maître de forges. Propriétaire des mines de Poullaouen, il fut maire de cette même commune de 1821 à 1836. Se déclarant en faveur de la monarchie de Juillet, il est député du Finistère de 1830 à 1839 et conseiller général du Finistère de 1833 à 1836. Lors d'une partie de chasse, à la forêt du Beurc'hoat, près de Kervallon, en septembre 1821, il fut attaqué par un sanglier qui le blessa. La légende raconte qu'il tua le sanglier, peu de temps avant de mourir de ses blessures et en sonnant une dernière fois dans le cor de chasse. En réalité, il survit à ses blessures et vivra encore plusieurs années. Une stèle, la "stèle de Blake", fut érigé en son honneur à l'endroit où l'incident s'est produit.
- Hyacinthe du Pontavice de Heussey (1814-1876) : poète, il devint commandant de la Garde nationale de Tréguier en 1848, puis il fut conseiller municipal de Fougères de 1860 à 1865, dirigea un corps franc durant la guerre de 1870. Il décède le 15 mai 1876 à Londres et il est inhumé à Saint-Germain-en-Coglès.
- Jules du Pontavice de Heussey (1848-1928) : fils du précédent, né le 19 juin 1848 au château de la Haye en Locmaria-Berrien, fut colonel d'artillerie, attaché militaire à l'ambassade de France à Londres, puis général de brigade en 1904. Il épousa en 1903 à Paris sa nièce Yvonne du Pontavice de Heussey. On lui doit le transfert de l'urne renfermant le cœur de La Tour d'Auvergne aux Invalides (1904). Il est décédé à Paris le 24 juillet 1928 et inhumé à Tréguier[68],.
- Félix Faure (1841-1899) : président de la République française de 1895 à 1899, il fit une halte à la Gare de Locmaria-Berrien en 1896 pour son inauguration officielle.
- Philippe Pétain, Pablo Picasso, René Coty, Charles de Gaulle, Gaby Morlay, Gaston Defferre, Georges Pompidou, Léon Zitrone, Édith Piaf, Lucien Jeunesse, Helmut Schmidt, Michèle Morgan ou encore Louison Bobet sont déjà venus manger à l’Auberge de la Truite chez Mlle Lucie Le Guillou, à La Gare.
- François Caouren (1920-1980) : originaire du Hélas, résistant pendant l'occupation dans les FFI, il est arrêté avec son frère en 1943. Déporté dans plusieurs camps (Auschwitz, Dora), il était affecté au Sonderkommando mais fut libéré des camps par les Soviétiques en 1945.
- Pierre Caouren (1922-1944) : frère cadet du précédent, il fut un résistant communiste et propagandiste pour le PCF et du FN lors de l'occupation. Arrêté après avoir assassiné un soldat allemand à la gare de Rennes, il est fusillé à la caserne du Colombier, à Rennes, le 8 juin 1944 avec 31 autres personnes.
- Youenn Gwernig (1925-2006) : poète et écrivain franco-américain, a vécu une bonne partie de sa vie au Buisson, près de Kerliou-Vraz, en Locmaria-Berrien, localité de naissance de son épouse.